# Coriscada
Coriscada é uma povoação portuguesa sede da Freguesia de Coriscada do Município de Mêda, freguesia com 25,33 km² de área e 177 habitantes (censo de 2021), tendo, por isso, uma densidade populacional de 7 hab./km².

## Demografia
Nota: No censo de 1864 figura no concelho de Vila Nova de Foz Côa. Passou para o atual concelho (atual município) por decreto de 04/12/1872.
A população registada nos censos foi:
| Distribuição da População por Grupos Etários | Distribuição da População por Grupos Etários | Distribuição da População por Grupos Etários | Distribuição da População por Grupos Etários | Distribuição da População por Grupos Etários |
| -------------------------------------------- | -------------------------------------------- | -------------------------------------------- | -------------------------------------------- | -------------------------------------------- |
| Ano                                          | 0-14 Anos                                    | 15-24 Anos                                   | 25-64 Anos                                   | > 65 Anos                                    |
| 2001                                         | 12                                           | 22                                           | 97                                           | 115                                          |
| 2011                                         | 8                                            | 11                                           | 85                                           | 104                                          |
| 2021                                         | 9                                            | 2                                            | 47                                           | 119                                          |

## Património
- Igreja Matriz de Coriscadas
- Capela de Santa Bárbara
- Capela do Senhor da Boa Esperança
- Fonte Zarelha
- Fonte do Chão da Cruz